# Yasser Badreddine
 (juillet 2013).
Yasser Sebhi Badreddine (ياسر صبحي بدر الدين) est un poète et calligraphe libanais né en 1942 à Nabatieh.

## Œuvres
- 1999 — Daftar al-ġurbaẗ
- 2001 — Waǧhuka al-manfī

### Sources
- (ar) Cet article est partiellement ou en totalité issu de l’article de Wikipédia en arabe intitulé « ياسر بدر الدين » (voir la liste des auteurs).